# Dave Magley
David John Magley, detto Dave (South Bend, 24 novembre 1959), è un ex cestista, allenatore di pallacanestro e dirigente sportivo statunitense, professionista nella NBA.

## Carriera
Venne selezionato dai Cleveland Cavaliers al secondo giro del Draft NBA 1982 (28ª scelta assoluta).